# Debet (Armenia)
Debet – wieś w Armenii, w prowincji Lorri. W 2011 roku liczyła 821 mieszkańców.